# Лихачёв, Андрей Николаевич
Лихачёв, Андрей Николаевич (13 октября 1965, Грозный) — генеральный директор АО «Рублево-Архангельское», бывший генеральный директор ОАО «МОЭК», ОАО «ТГК-1», ОАО «Ленэнерго», вице-губернатор Санкт-Петербурга.

## Биография
В 1987 году окончил Ленинградский государственный университет имени А. А. Жданова по специальности «Прикладная математика». Много лет работал на руководящих должностях в крупных российских компаниях и органах государственной власти.
Генеральный директор ОАО «МОЭК» в 2010—2013 годах, до этого работал советником Председателя Правления ОАО «РЖД» по вопросам энергетики. В период с 1999 по 2006 год занимал должность генерального директора ОАО «Ленэнерго», март 2005 — сентябрь 2006 — генеральный директор ОАО «ТГК-1». В 1998—1999 был вице-губернатором Санкт-Петербурга. Входил в состав петербургского политсовета партии «Союз правых сил».
Председатель Совета директоров ОАО «Иркутскэнерго», председатель Совета директоров «ЕвроСибЭнерго». Член Совета директоров ОАО «МОЭК». В августе 2012 года вошел в состав Экспертного совета при Правительстве РФ. С июня 2018 года — член совета директоров ГМК «Норникель».
Семья: женат, имеет сына и дочь.